# Petilla de Aragón
Petilla de Aragón es una villa y municipio español de Navarra, constituido por dos pequeños territorios enclavados en el occidente de Aragón. Se integra dentro de la merindad de Sangüesa, en la comarca de Sangüesa. Pertenece al partido judicial de Aoiz y a la mancomunidad de Servicios de la Comarca de Sangüesa.
Su término municipal, de 27,55 km², constituido por dos enclaves —Petilla, el principal, y otro llamado de Los Bastanes— está rodeado por territorio de Aragón, concretamente por la parte norte de la comarca de las Cinco Villas. Su población es de 26 habitantes (INE 2024).
Es la localidad natal del médico Santiago Ramón y Cajal y está hermanada con Luarca (Asturias), localidad natal de Severo Ochoa. Ambas localidades han formado la red Villas de Nobel, una iniciativa asturiana a la que recientemente se ha sumado la italiana Corteno Golgi (Lombardía), localidad natal de Camillo Golgi. En marzo de 2023 Petilla de Aragón y Corteno Golgi firmaron el hermanamiento en un acto donde también se nombró a Ramón y Cajal hijo predilecto de la localidad navarra.

## Toponimia
Siendo su primera noticia documental del 938, como Petella, también aparece como Pitellas (1099) y como Pitellae (1125). Existen dudas sobre si tiene un origen oronímico o antroponímico. En su reciente tesis doctoral, Cortés Valenciano afirma su relación con el nombre personal PETILIA que está atestiguado como nomen y cognomen, y estaría en concordancia con lo sucedido en otros poblamientos cercanos cuyo topónimos mantienen un origen similar.

## Geografía

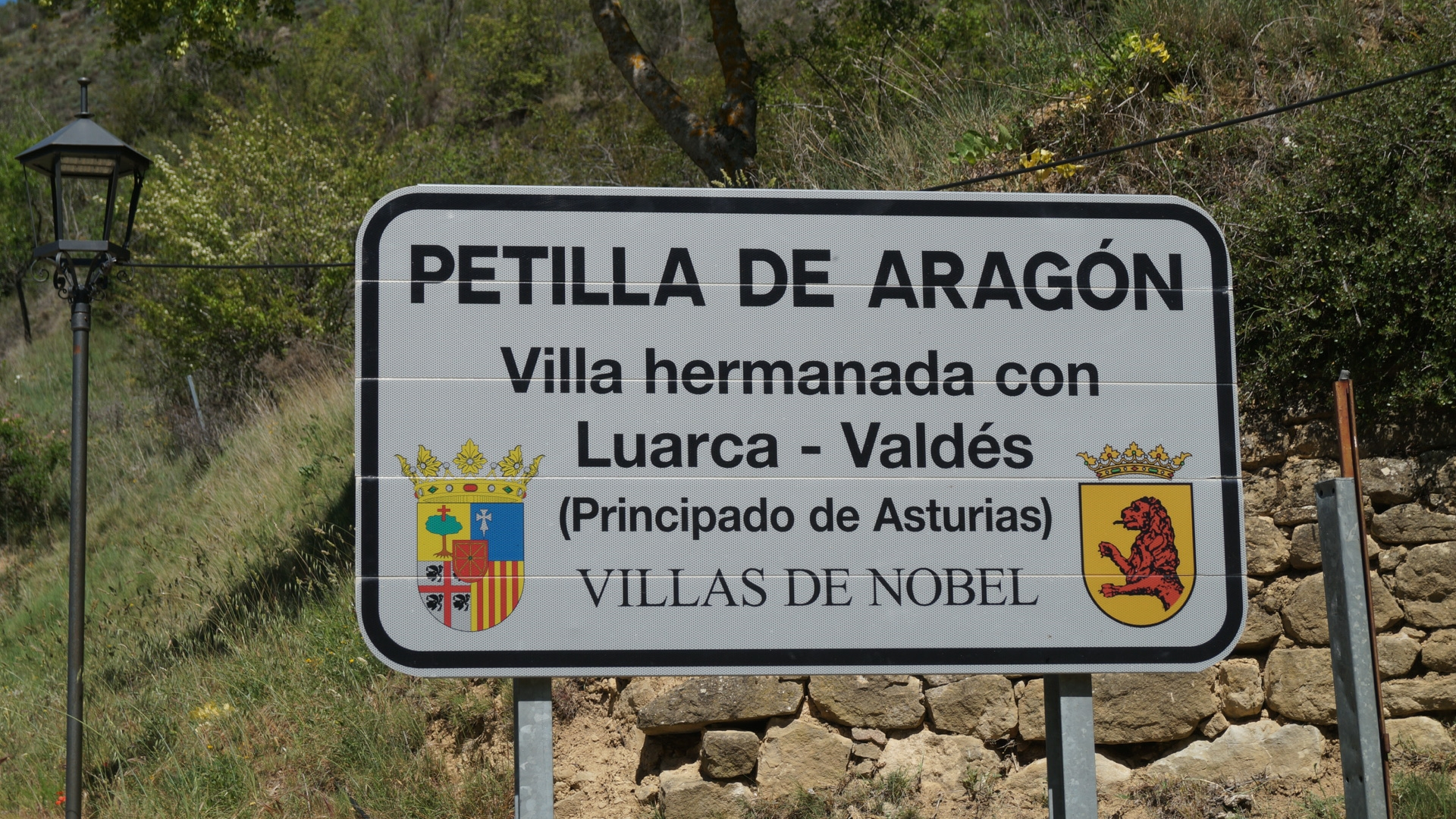
Petilla de Aragón - Rótulo hermanamiento a la entrada del pueblo

Este término municipal un exclave de Navarra y enclave en la provincia de Zaragoza, en España. Situada en el valle del río Onsella, sobre la dorsal montañosa formada por la Sierra de Peña (en Navarra) en su prolongación hacia la Sierra de Santo Domingo (en Aragón). Ambos enclaves se situarían al norte (Petilla) y al sur (Bastanes) de esta dorsal con alturas entre los 600 y 1160 m.
El término de Petilla está recorrido por el barranco de la Rinconera, un afluente del río Onsella. Por el núcleo de los Bastanes discurre el barranco de los Bastanes, que desagua en el río Riguel en el término de Uncastillo, pero cerca de Layana.
Al sur del término municipal, en el límite con Uncastillo, se encuentran las mayores alturas del mismo, los montes de Selva (1159 m) y Cruz (1132 m), que forman ya parte de las estribaciones occidentales de la llamada sierra de Santo Domingo.
Se accede desde un ramal viario (la A-2601 que en terreno navarro es NA-2601) que parte de la carretera entre Navardún y Sos del Rey Católico (A-1601) con apenas 10 km de distancia. La localidad está situada a unos 70 km de Pamplona, unos 27 km de Sangüesa, 20 km. desde Sos del Rey Católico y poco más de 11 km. desde Navardún.

## Historia
El origen de la localidad le viene dado por su castillo y la tenencia que se localizaba en él, «que solían ser por lo general un lugar fortificado y defendido por un castillo», situado en un monte que delimitaba la frontera entre los reinos de Pedro II de Aragón y Sancho VII de Navarra, allá por el siglo XIII.
En tiempos de García Sánchez I de Pamplona, el monarca, con apoyo del obispo de Pamplona, Galindo, adjudican al monasterio de Leyre los diezmos eclesiásticos (938). Casi un siglo después, en 1032, Sancho Garcés III el Mayor le añade el monasterio de San Juan situado en el mismo término. Junto con Ruesta, el rey pamplonés mantuvo el lugar dentro del reino patrimonial heredado por García Sánchez III en 1035 y, por tanto, fuera de la herencia recibida por Ramiro I de Aragón. Sin embargo, a la muerte de Alfonso I el Batallador (1134) en lugar quedó bajo la autoridad aragonesa.
La buena relación que mantenían ambos monarcas permitió que Pedro II pidiera 20 000 morabetinos de oro, por esta plaza junto a las de Peña, Escó y Gallur, posiblemente para convertirlos en sus campañas de asentamiento en Occitania. Pero el rey aragonés murió en la Batalla de Muret (1213), antes de devolver el préstamo, por lo que el rey navarro ejecutó la garantía de la deuda quedándose con cuatro castillos de la región, incluido el de Petilla.
Las tierras y las fortalezas quedaron en manos de un intermediario, Ximeno de Rada, hasta que los aragoneses no cancelasen, en el plazo de veinte años, la deuda contraída. Jaime I El Conquistador no pudo devolver el préstamo, y en 1231 Petilla pasó a formar parte definitivamente del Reino de Navarra.

Los aragoneses trataron de recuperar la fortaleza a lo largo de los años, pero los asedios fueron en vano. Por ejemplo, en 1312 fue sitiada por tropas aragonesas siendo responsabilidad de Sangüesa, cabeza de merindad, acudir en su auxilio. Bajo estas circunstancias se dirigieron al rey Luis I el Hutin:

«Agora de nuevo vos significamos que los aragoneses, con gran poder, tienen sitiada la vuestra villa de Pitilla, et a nos, como defensores de esta frontera, nos toca el poner remedio convenible; et como por los muytos encuentros et peleas que cada día habemos con los aragoneses, falten muytos bonos de la dita villa, estamos faltos de gente. Si la vuestra seynnoría nos embiase un cabdillo que nos cabdillase et alguna poca gente, riscarnos híamos a probar nuestra usada suerte para desitiar la dita villa, que está en gran estricia.»
La respuesta real fue el «envío de huestes de caballería al mando de Fortún Almoravid, alférez y portaestandarte real» que debieron causar muchas bajas entre los sitiadores y tuvieron que levantar el asedio por lo que Petilla y su castillo, que lo soportaron con determinación, permanecieron dentro de la Corona navarra. Unas décadas más tarde, durante otra guerra con Aragón, la plaza se vio reforzada con 31 peones («así se denominaba a las gentes de a pie, por lo general ballesteros») mientras que otras fortalezas fronterizas cercanas sólo recibieron 10.

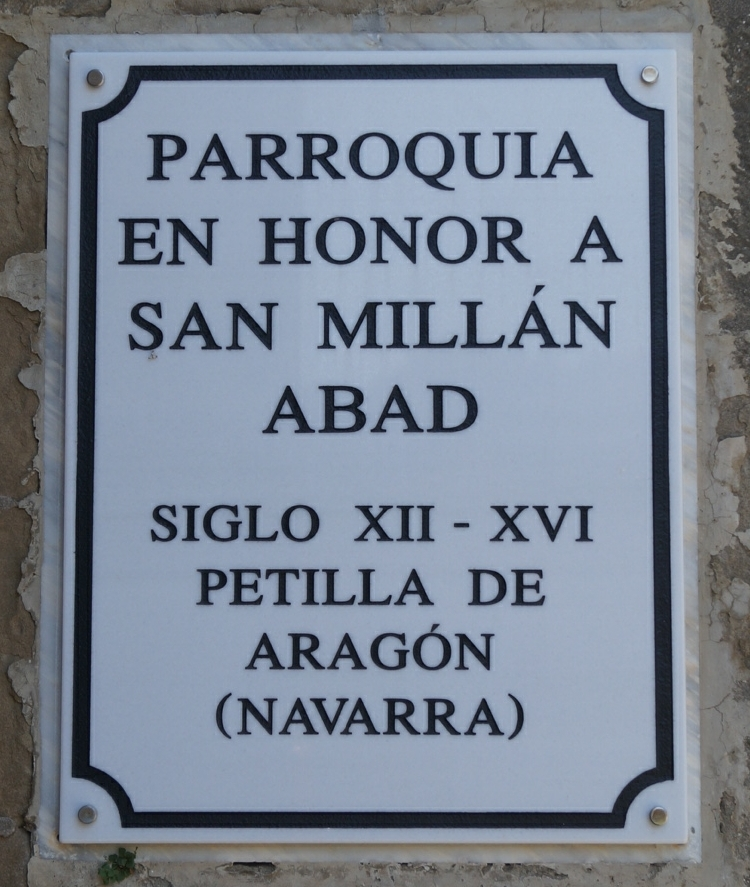
Iglesia parroquial de San Millán Abad

### Título de villa
El 2 de mayo de 1383 recibe el título de villa por concesión de Carlos II de Navarra y se establece un privilegio «en virtud del cual los de Petilla tenían derecho a sacar de Navarra todo lo necesario para su abastecimiento, pasándolo por Aragón, aunque se tratara de bienes de exportación ordinariamente prohibidos.»
En época de Martín el Humano y Carlos III de Navarra volvió a plantearse la peculiar situación de Petilla, que obligaba a sus vecinos a cruzar por tierras del reino vecino, planteando el monarca navarro una permuta por algo equivalente sin que se llegará a ningún acuerdo.

### Guerras civiles delsigloXV
Dentro de las confrontaciones entre Carlos de Viana y Juan II de Aragón, Petilla siguió los pasos de otros castillos de la merindad de Sangüesa, próxima a la frontera con Aragón, permaneciendo en obediencia al rey. En 1445 Juan de Agramont pasaba a figurar como nuevo alcaide habiendo constancia que su salario se percibía sobre los tributos de la villa. En 1458 era León de Garro, miembro de un significado linaje agramontés, quien figuraba al frente de la fortaleza.
Los vecinos de Petilla permanecieron exentos de pagar impuestos en especie al reino de Navarra por su particular situación geográfica y su resistencia a los intentos aragoneses de conquista. Esta situación no cambió en 1512 con la conquista de Navarra ejecutada por Fernando el Católico y los sucesivos virreyes de Navarra nombraron los regidores del lugar así como su alcaide.

### Guerra de sucesión española
Otro episodio notable vivido por Petilla nos lleva a la guerra de sucesión española que tuvo lugar entre 1701 y 1714. El conflicto permitió el ascenso al trono de España a la Casa de Borbón, que fue apoyada por Navarra. Petilla, a favor de Felipe V, tomó parte en la ocupación de los municipios colindantes de Luesia y Uncastillo. Mientras, Aragón se mantuvo fiel a la dinastía de los Austrias, recuperó terreno dejando a la villa otra vez aislada, en terreno enemigo, cuyas tropas entraron en la villa, talaron sus campos y quemaron muchas de sus casas. Como consecuencia de estos incendios se perdió gran parte de la documentación de los archivos parroquial y municipal.

### SiglosXIX-XX
Se tiene noticia de que en 1860 la población que habitaba en el municipio alcanzaba a 662 personas. Sin embargo, casi un siglo más tarde, en 1952, la localidad padecía un enorme despoblación adoptando la Diputación Foral de Navarra, con Amadeo Marco al frente, intervenir adoptando grandes medidas para evitarlo: José Yárnoz Larrosa junto a su hijo José María Yárnoz Orcoyen realizaron tareas de restauración donde "hubo que reconstruir casi todo el pueblo"; se construyeron las escuelas (convertidas en 2009 en un hostal), la casa consistorial y la carretera que une el pueblo. En los siguientes años se practicó un intensiva reforestación que palió poco su despoblamiento. Incluso en julio de 1994 sufrió un devastador incendio que arrasó parte de estos bosques unas 1500 hectáreas del municipio sobre un total de 20 000 hectáreas arrasadas.

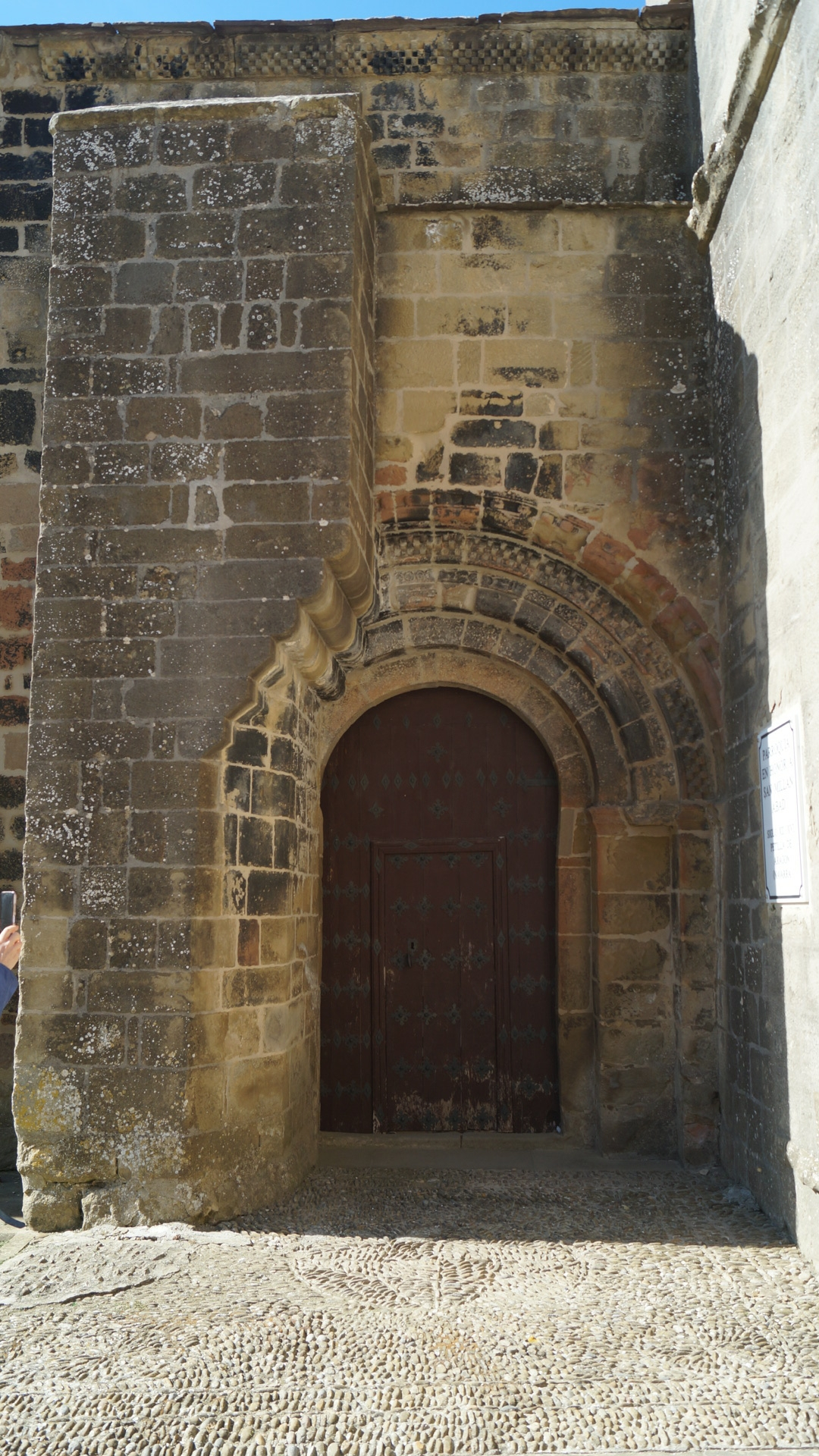
Iglesia de San Millán Abad

## Demografía
Petilla de Aragón cuenta con una población de 26 habitantes (INE 2024).

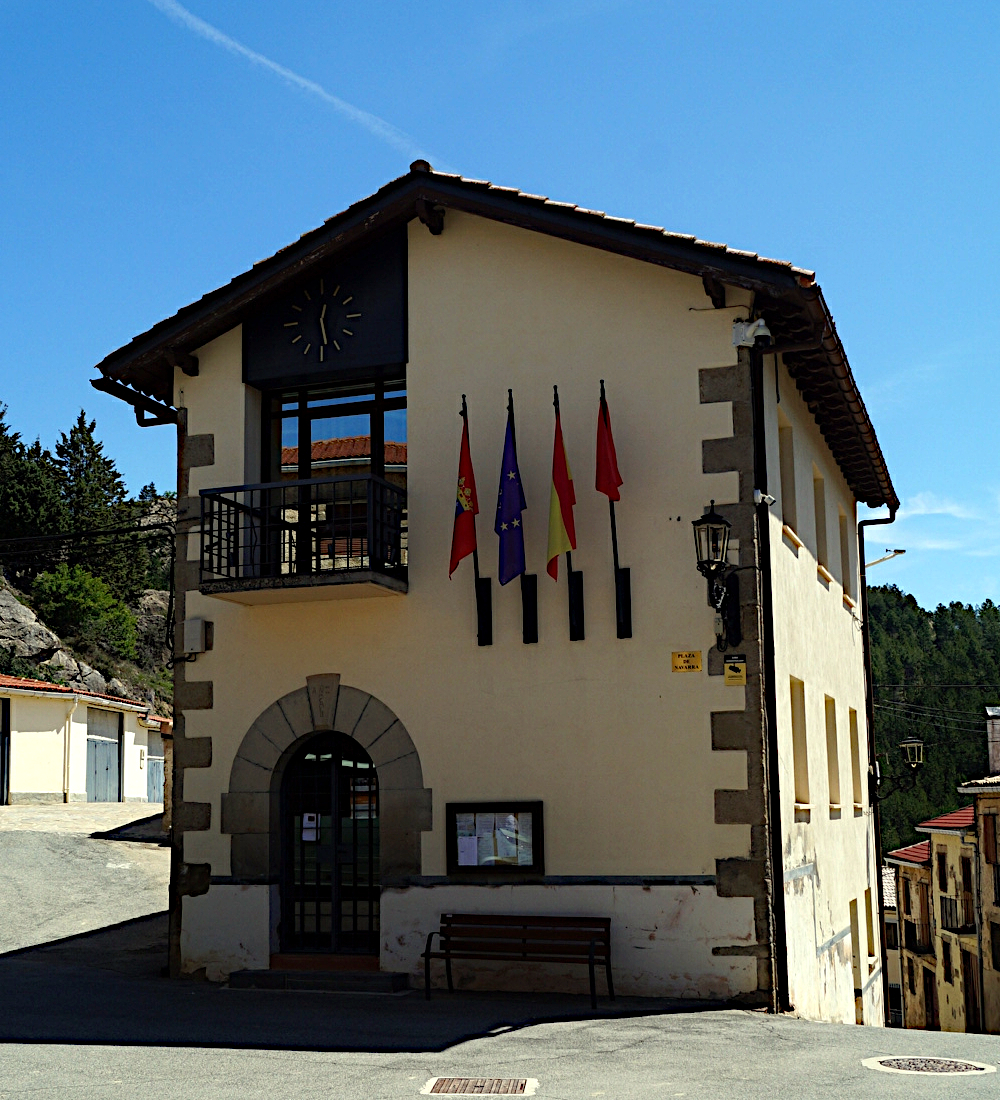
Casa consistorial, construida en 1952

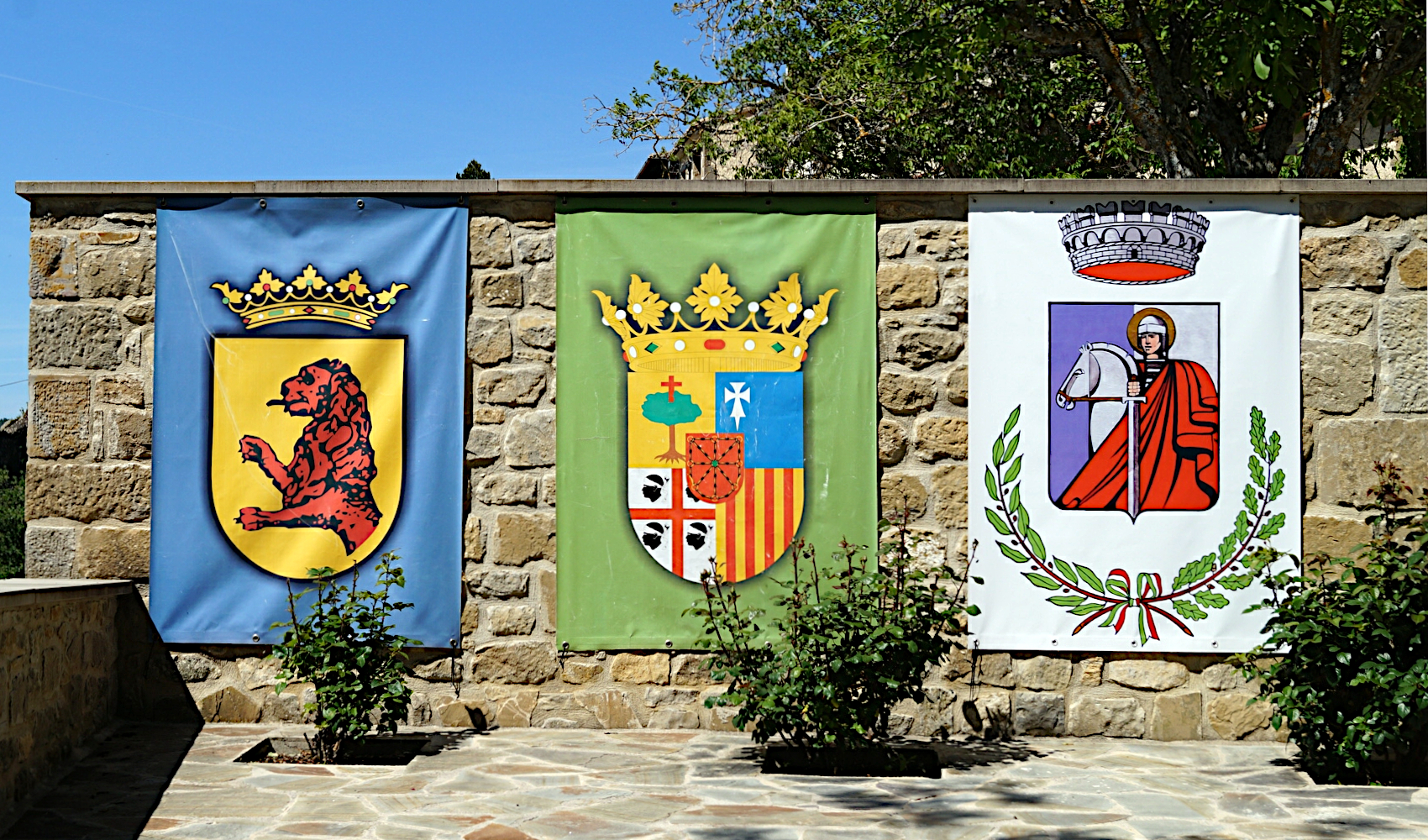
Villas de Nobel: Luarca-Valdés, Petilla de Aragón y Corteno Golgi

| Gráfica de evolución demográfica de Petilla de Aragón entre 1842 y 2021                                             |
| |
| Población de derecho según los censos de población del INE Población de hecho según los censos de población del INE |

## Símbolos
Esta localidad usa desde el 14 de junio de 1952 como escudo las armas reales de Aragón presentando un escusón en el abismo con el escudo de Navarra dando a entender de esta forma su naturaleza de enclave navarro dentro de Aragón. La sugerencia vino de la mano de un médico e historiador al frente, en esos momentos, del Archivo Real y General de Navarra, el tudelano José Ramón Castro Álava, y fue aprobada en esa fecha por la Diputación Foral de Navarra. Como ocurre con todas las demás villas navarra, fue timbrada con una corona real abierta. Anteriormente, se habían usado solamente las cadenas de Navarra a las que en 1841 se le añadieron dos palmas a los pies. Desde 1887 usó el escudo nacional de España.
En un sello de 1365 conservado del concejo, se muestra un castillo con tres torres siendo la central mayor que el resto y con una puerta de acceso que dibuja un arco de herradura.
La actual bandera también fue aprobada en la misma fecha que el escudo.

## Administración y política
| Periodo   | Nombre                       | Partido | Partido                                              |
| --------- | ---------------------------- | ------- | ---------------------------------------------------- |
| 1979-1983 | Generoso Aguas Sánchez       |         | Independiente                                        |
| 1984-1987 | Paulino Rived Murillo        |         | Agrupación Electoral Petillense (AEP)                |
| 1987-1999 | Venancio Murillo Gastón      |         | Agrupación Electoral Petillense (AEP)                |
| 1999-2011 | Paulino Rived Murillo        |         | Agrupación Electoral Petillense (AEP)                |
| 2011-2015 | Miguel Ángel Rodríguez Pérez |         | Unión del Pueblo Navarro (UPN)                       |
| 2015-2019 | Florentino Aguas Arilla      |         | Agrupación Independiente de Petilla de Aragón (AIPA) |
| 2019-2023 | Florentino Aguas Arilla      |         | Independientes de Petilla de Aragón (IPA)            |

| Partido político                                     | 2023     | 2023       | 2019  | 2019       | 2015  | 2015       | 2011  | 2011       | 2007          | 2007          | 2003   | 2003       | 1999  | 1999       | 1995  | 1995       |
| Partido político                                     | %        | Concejales | %     | Concejales | %     | Concejales | %     | Concejales | %             | Concejales    | %      | Concejales | %     | Concejales | %     | Concejales |
| Independientes de Petilla de Aragón (IPA)            | No disp. | 3          | 75,00 | 3          | —     | —          | —     | —          | No celebradas | No celebradas | —      | —          | —     | —          | —     | —          |
| Agrupación Independiente de Petilla de Aragón (AIPA) | —        | —          | —     | —          | 50,00 | 3          | —     | —          | No celebradas | No celebradas | —      | —          | —     | —          | —     | —          |
| Unión del Pueblo Navarro (UPN)                       | —        | —          | —     | —          | —     | —          | 70,00 | 1          | No celebradas | No celebradas | —      | —          | —     | —          | —     | —          |
| Agrupación Electoral Petillense (AEP)                | —        | —          | —     | —          | —     | —          | —     | —          | No celebradas | No celebradas | 100,00 | 1          | 90,00 | 1          | 90,00 | 1          |

## Cultura

### Patrimonio

#### Religioso
El 28 de diciembre de 1783 en que Pío VI promulga la bula Eximiae et apostolicae Sedis atendiendo a fray Julián Gascueña obispo de Jaca (1780-1784), mediante la cual Petilla de Aragón pasa a depender, al igual que el resto del arciprestazgo de la Valdonsella, a la diócesis de Jaca. Anteriormente formaba parte de la diócesis de Pamplona. El obispo de Pamplona, Agustín de Lezo Palomeque, se opuso en un principio pero como fue promovido a la archidiócesis de Zaragoza y Pamplona permaneció durante dos años con la sede episcopal vacante, las resistencias desaparecieron.

##### Iglesia parroquial de San Millán Abad
Edificio gótico (siglo XIII) realizado en piedra, de nave única, dividida en dos tramos y cabecera poligonal. La nave está cubierta por bóvedas sexpartitas con claves labradas (con un águila y un Agnus Dei), mostrando en la cabecera una bóveda de paños nervados.
Un elemento que destaca en la portada, claramente románica, con cinco arquivoltas, parcialmente tapada con posterioridad por un contrafuerte en su parte derecha. Entre los diferentes arcos destacan los de ajedrezado jaqués y el baquetonado con palmetas y motivos geométricos intercalando figuras contrapuestas siguiendo el trazado del arco. El mismo vano del acceso muestra un arco de herradura ligeramente acentuado. Este tipo de ornamentación alinea su ejecución en la tradición cisterciense de principios del siglo XIII.
Algo posterior, del siglo XVI, es la sacristía adosada en la parte del presbiterio, por el lado de la epístola, así como cada una de las capillas abiertas a cada lado del segundo tramo de la nave. Se conocen los maestros canteros que trabajaron en esta ampliaciones: Nicolás y Martín de Lizarraga.
En el muro situado en el lado del evangelio está colocado un crucifijo de gran tamaño, de estilo gótico (siglo XIV), con un Cristo crucificado agonizante con una dulce expresión.
A los pies del templo existe un coro alto que conserva parte de su barandilla primitiva de estilo gótico tardío (primera mitad del siglo XVI) con nueve paneles con una decoración basada en una tracería gótica flamígera complementada con ménsulas talladas con elementos animales y antropomorfos propio de este gótico tardío peninsular.
En el exterior, junto a la puerta de acceso, se ubica una torre cuadrada de tres cuerpos, presentando vanos de medio punto en el último de ellos donde se colocan las campanas. Su fábrica se finalizó en noviembre de 1565.
Dentro del templo también se conserva una talla de la Virgen de la Caridad, patrona de la localidad, procedente de una antigua ermita y de estilo gótico.
Durante las décadas de 1960-1970 la Institución Príncipe de Viana realizó tareas de restauración de la iglesia.

##### Ermitas
Dentro de las ermitas existentes:
- Ermita de la Virgen de la Caridad: Situada cerca del núcleo urbano de Petilla, unos metros antes del acceso al pueblo.
- Ermita de San Antonio: En el núcleo de Bastanes, celebra romerías el 10 de mayo. Es un edificio restaurado en 1988 de piedra de mampostería, presentando una nave única con una cabecera recta y portada a los pies.
- Ermita de San Juan: En la parte meridional, en la zona de Faito. Hay noticias del siglo XI sobre un monasterio de San Juan que se corresponden con esta ermita.

En el apartado de ermitas desaparecidas:
- Ermita de San Cristóbal: Mencionada con esta advocación, se podría corresponder con la actual ermita de San Antonio que habría cambiado de denominación.
- Ermita de San Miguel: Quedan algunos restos en un cerro próximo al pueblo.
- Ermita de la Santa Cruz: Estuvo sobre una elevación rocosa cercana al pueblo.

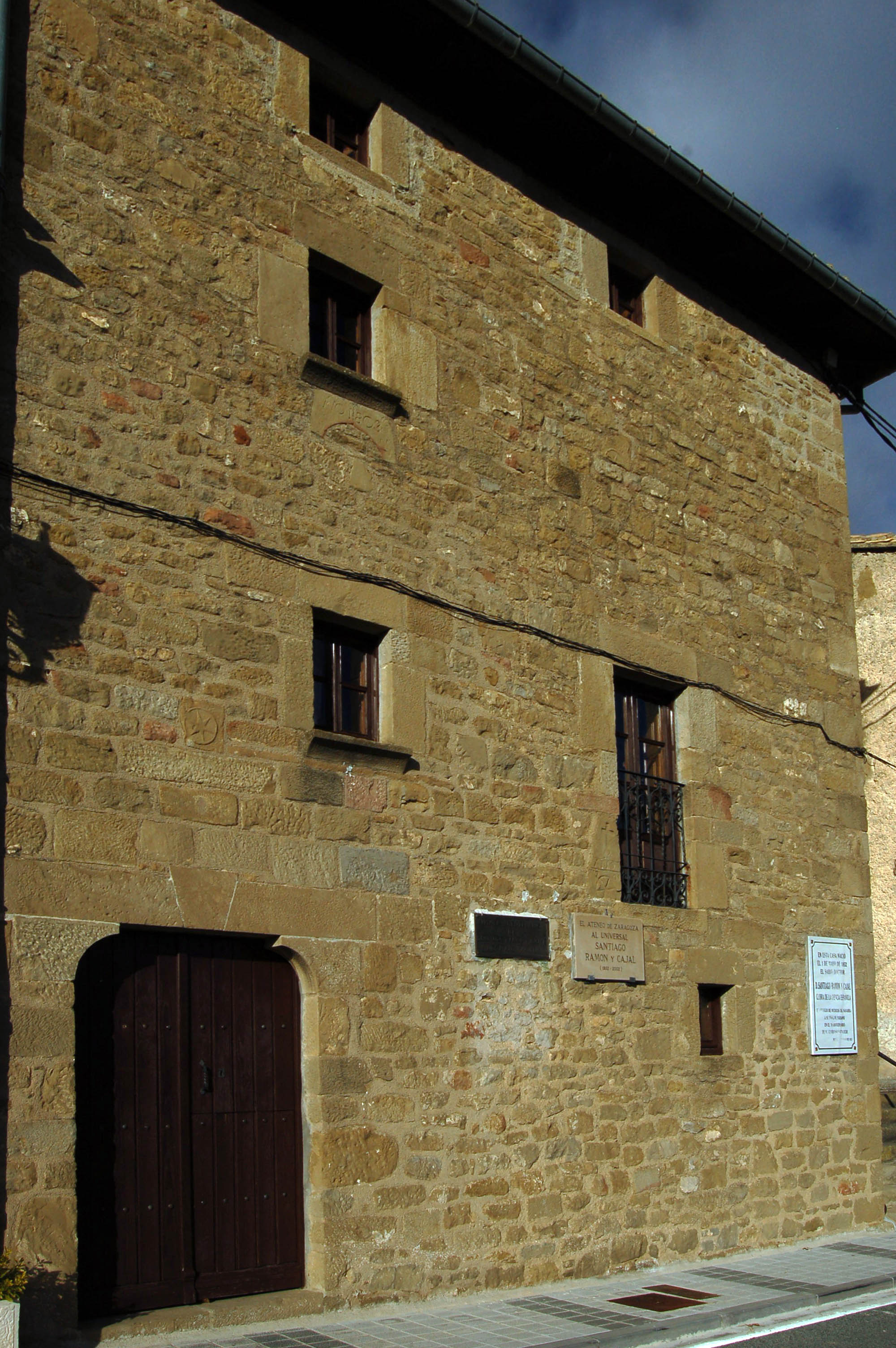
Casa natal de Ramón y Cajal

#### Civil

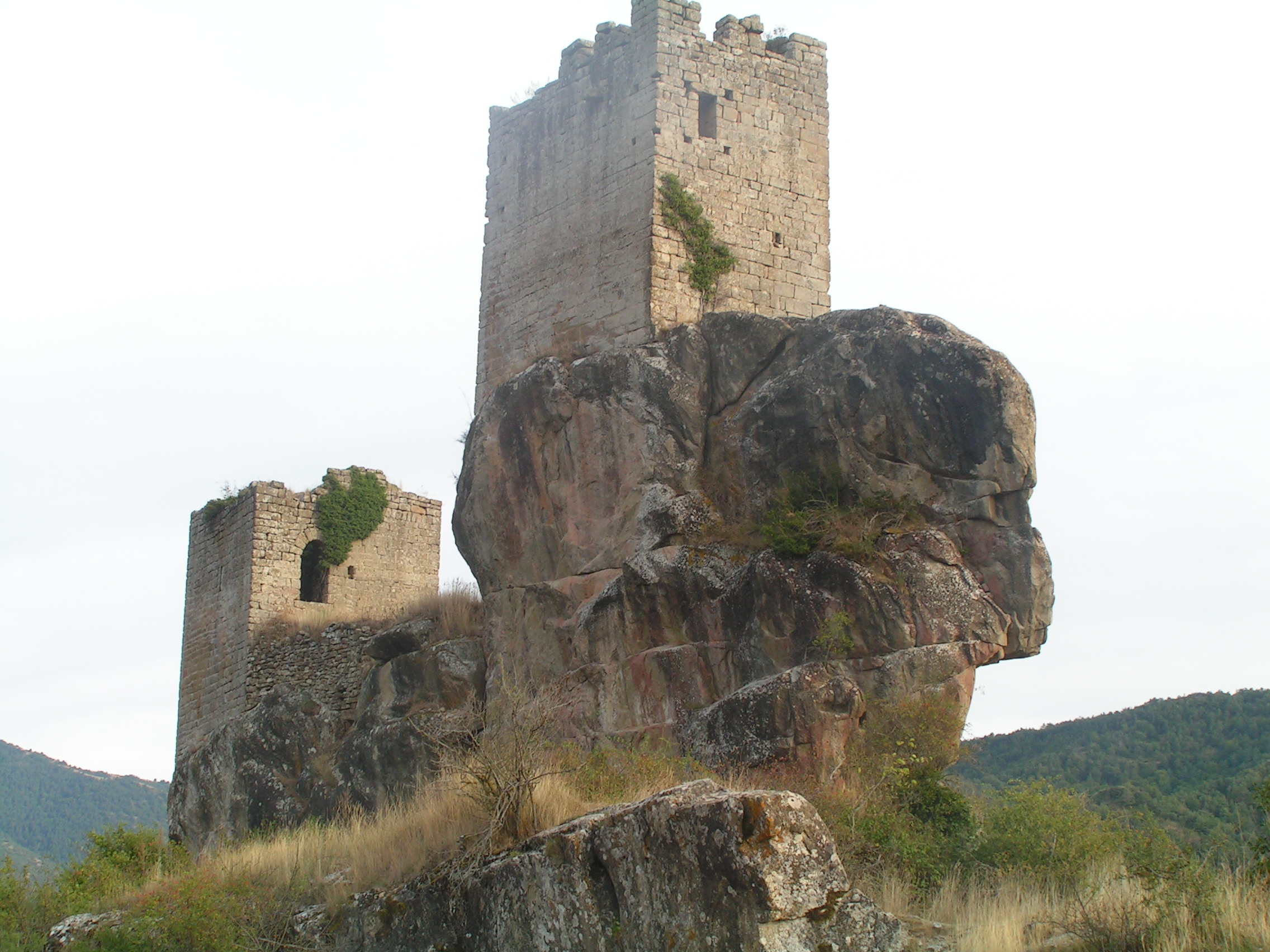
Castillo de Sibirana que, por proximidad geográfica y de estilo, pudo asemejarse al habido en Petilla

##### Castillo de Petilla de Aragón
La villa contaba con un castillo roquero, emplazado en la peña conocida como La Torreta, situada sobre el pueblo. Los únicos restos que quedan son unos surcos labrados en la roca a tres metros de altura. Se sabe por la documentación que contaba con una gran torre de tres pisos y una cubierta de madera sobre su almenado. La guarnición habitual era de 30 hombres.
En 1512 figuraba el castillo de Petilla en la relación en la que el cronista Jerónimo Zurita informaba de las guarniciones demolidas por Fernando el Católico en aras a evitar problemas de sublevaciones pero también de ahorro en costes de mantenimiento de edificios y tropas. Con todo, contra lo sucedido en otros casos, el alcaide aragonés Juan Ramírez, señor de Sibirana, siguió recibiendo la retenencia incluso en 1525 siendo renovada dicha merced a un hijo suyo de igual nombre.

##### Casa natal de Ramón y Cajal
Edificio de la villa desde 1994 convertido en museo con una primera planta preparada para exposiciones temporales y conferencias y una segunda conteniendo una exposición permanente sobre la figura de este médico.

### Patrimonio inmaterial
Las fiestas patronales se celebran el 8 de septiembre en honor a la Virgen de la Caridad, patrona de la localidad.

### Lengua aragonesa
También fue el último pueblo en mantener viva la lengua aragonesa en Navarra, la hablada en su entorno, por su propia situación geográfica.[cita requerida]

### Localidades hermanadas
Como localidad natal del Premio Nobel Santiago Ramón y Cajal, recientemente, en 2018, se ha hermanado con Luarca (Asturias), localidad natal de Severo Ochoa, con ocasión del 25 aniversario del fallecimiento de este ilustre médico. Ambas localidades, que han creado así la red europea de Villas de Nobel a iniciativa de la asturiana, han sumado a la lista la localidad italiana Corteno Golgi (Lombardía), que vio nacer al médico Camillo Golgi.
Desde marzo de 2023 tanto Petilla de Aragón y Corteno Golgi son villas hermanadas celebrando un acto donde también se nombró a Ramón y Cajal hijo predilecto de la localidad navarra.